# 肖尼人
肖尼人（英語：Shawnee；肖尼語：Shaawanwaki、Ša˙wano˙ki和Shaawanowi lenaweeki）是一個原生於北美洲的阿爾岡昆語民族。在殖民時代，他們是一個半遷徙的美洲原住民民族，主要居住在俄亥俄河谷地區，由俄亥俄州和肯塔基州向東延伸至西維吉尼亞州、維吉尼亞州、賓夕法尼亞州和馬里蘭州西部；南到阿拉巴馬州和南卡羅來納州；以及向西到印第安納州和伊利諾伊州。
因為美國白人的壓力，肖尼族遷移到密蘇里州和堪薩斯州。在1830年代，部分人從上中西部被遷移到印第安領地（現俄克拉荷馬州）。其他肖尼族沒有搬到俄克拉荷馬州，直到南北戰爭結束之後。今天有三個聯邦政府認可的肖尼部落，由不同的歷史和親屬團體組成，總部全部都設在俄克拉荷馬州。他們是：俄克拉荷馬州印第安人的缺席-肖尼部落，俄克拉荷馬州東部肖尼部落，以及肖尼部落。

## 語言
肖尼語是一個阿爾岡昆語族的語言，在2002年有200人使用，包括超過100名缺席-肖尼人和12名肖尼部落人。該語言使用拉丁字母書寫。它有一本字典，有部分聖經被翻譯成肖尼語。

## 歷史

### 史前史

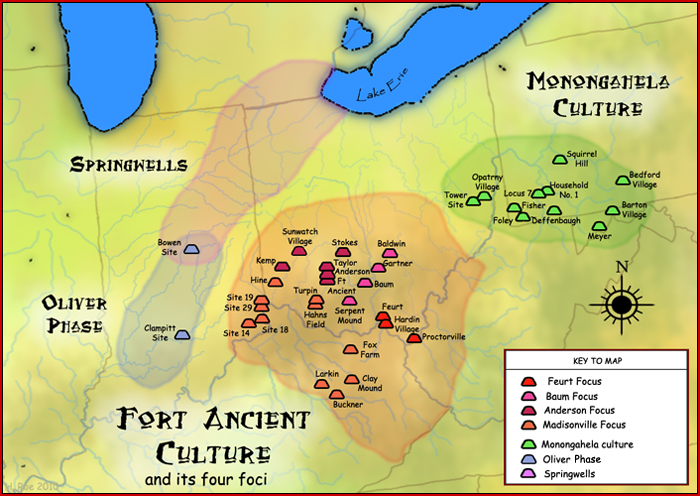
古代要塞莫農加希拉文化

一些學者認為，肖尼族是俄亥俄州地區接觸前的古代要塞文化的人的後裔，儘管這不被普遍接受。古代要塞文化從公元1000年持續到1650年，在俄亥俄河兩岸的土地上居住，即現今的俄亥俄州南部，肯塔基州北部和西弗吉尼亞州西部。他們是“築丘人”。古代要塞文化曾經被視為密西西比文化的延伸。不過，學者現在相信古代要塞文化是獨立發展的，是繼承了霍普韋爾文化（公元前100年 - 公元500年），同樣是築丘人民族。

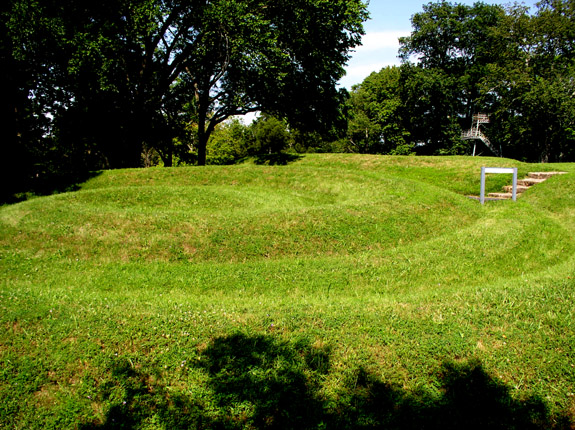
大蛇丘，俄亥俄州皮布爾斯

古代要塞文化的命運充滿了不確定性，最有可能是類似南方的密西西比文化那樣，遭到從16世紀第一批西班牙探險家帶來的新型傳染病重創。1525年後的麥迪遜維爾，在遺址的典型代表中，村落的房屋越縮越小，有證據証明“以園藝為中心，定居生活方式”的衰退。
最近的古代要塞遺址和肖尼族最古老的遺址之間的考古記錄存在鴻溝。後者被歐洲（法國和英國）考古學家記錄為在接觸時佔據著該區域。學者們普遍認同，物質文化、藝術、神話和肖尼口述歷史的相似之處將他們與古代要塞文化聯繫起來，可以用來支持與古代要塞文化的聯繫和走向傳統肖尼社會的發展。
肖尼族傳統上視位於美國東岸中大西洋地區，同樣說阿爾岡昆語的萊納佩人（或特拉華人）為他們的“祖父。”在現代加拿大的阿爾岡昆民族視美國的肖尼族為他們最南端的分支。沿著美國東岸，講阿爾岡昆語的部落多數位於沿海地區，從魁北克到卡羅來納兩州。
阿爾岡昆語族有字類似古代的shawano（今日的shaawanwa），代表南方。不過šawa-的詞根在肖尼語中不是指“南方”，而是“（氣候）適中，溫暖。”在一個肖尼族故事中，“Sawage”（šaawaki）是南風之神。Sawage可被翻譯為'解凍'，指的是南方的溫暖天氣。šaawaki被證明是南方精神或南風，透過查爾斯·F.·沃格林的一個故事的記錄，以及一首歌曲。

### 17世紀
據報導，歐洲人在廣闊的地理區域遇到肖尼族。其中一個最早對肖尼族的提及可能是1614年荷蘭人的地圖，顯示一些肖尼族位於特拉華河以東。後來17世紀的荷蘭人資料也把他們放在這個大概的位置。法國探險家在同一世紀的報告通常把肖尼族定位於俄亥俄河沿岸，法國人在加拿大東部和伊利諾伊郡的土地上遇到過他們。
一個肖尼族城鎮或由四十至一百棟樹皮覆蓋，類似易洛魁人長屋的房屋組成。每條村通常有一棟會面屋或會議屋，或者六十至九十英尺長，公開審議就在這裡進行。
根據一個英國傳說，部分肖尼族是包哈坦酋長奧普查納坎奴的派系的後裔。該派定居於雪倫多亞河谷，由奧普查納坎奴的兒子Sheewa-a-nee領導。探險家愛德華·布蘭德在1650年陪著亞伯拉罕·伍德遠征時寫道，在奧普查納坎奴日，Chawan酋長和包哈坦的weroance（也是奧普查納坎奴家族的親戚）之間發生了爭執。他說後者把前者殺死了。肖尼族被來自賓夕法尼亞州和紐約州的易洛魁人趕出肯塔基州，因為易洛魁人要索取俄亥俄河谷作為支持其皮草貿易的獵場。1671年有殖民者報導說在那一年肖尼族和易洛魁聯盟爭奪對雪倫多亞河谷的控制權，肖尼族失敗。
在1670年以前的某個時間，有一群肖尼族遷入了薩凡納河。1674年，在南卡羅萊納州查爾斯頓的英國人與這些肖尼族發生接觸。他們形成了一個長期的聯盟。薩凡納河肖尼族被卡羅萊納英國人稱為“薩凡納印第安人”（Savannah Indians）。大約同一時間，其他肖尼族群體遷入了佛羅里達州、馬里蘭州、賓夕法尼亞州，以及俄亥俄州以東和以南的其他地區。伊貝維爾於1699年在日記中寫道，肖尼族（或如他所寫的Chaouenons）是“一個可怕的單一民族，向密西西比河的方向從卡羅來納州分散到和弗吉尼亞州。”
有歷史學家推測17世紀中後期的肖尼族遷移可能是由1640年代開始的海狸戰爭驅動的。易洛魁聯盟的部落從東面入侵肖尼族以奪得俄亥俄河谷作為支持其皮草貿易的獵場。肖尼族變得著名於星羅棋佈的定居點，從賓夕法尼亞州延伸到伊利諾伊州和佐治亞州。他們的語言成為眾多部落之間貿易的通用語言。他們成為一眾部落中的領導者，發起並維持泛印第安人對歐洲人和白人擴張的抵抗。

### 18世紀
一些肖尼族佔領了賓夕法尼亞州中部的地方。因為長期無酋長，在1714年他們邀請奧奈達人的戰爭酋長Carondawana在賓夕法尼亞省議會代表他們，他接受了這個請求而成為他們的領導人。大約1727年他與他的妻子，一位名叫蒙托爾夫人的著名翻譯員，定居於Otstonwakin，位於洛亞爾索克河和薩斯奎哈納河西部支流交界的西岸。
當白人開始來到弗吉尼亞州的雪倫多亞河谷時（約1730年），肖尼族佔據了河谷的北部。他們被宣稱是北方易洛魁聯盟的臣屬，後者協助部分在北卡羅來納州的親屬民族塔斯卡洛拉人重置到今日西弗吉尼亞州馬丁斯堡附近。多數塔斯卡洛拉人遷移到紐約並在奧奈達人附近定居，成為易洛魁聯盟的第六個民族；1722年他們宣佈遷移完畢。同一時間，北方塞內卡人（一個易洛魁民族）和萊納佩人的戰爭黨派經常與追趕著的弗吉尼亞州卡托巴族進行激烈的戰鬥，卡托巴族取代了他們主導了河谷的肖尼族地區。
到了18世紀30年代末，殖民擴張的壓力造成了連串衝突。肖尼族社區受到了皮草貿易的影響。他們獲取武器和歐洲貨的同時，亦都輸入了朗姆酒或白蘭地，造成了與成員酒精濫用有關的嚴重社會問題。很多賓夕法尼亞省的肖尼族社群在混血商人彼得·查蒂埃的領頭下反對了酒精銷售。結果釀成與殖民地總督派崔克·戈登之間的衝突，他受到商人的壓力，要允許朗姆酒和白蘭地的交易。由於無法保護自己，在1745年有將近400個肖尼族人從賓夕法尼亞移居到俄亥俄州、肯塔基州、阿拉巴馬州和伊利諾伊州，以求脫離這些商人的影響。
早於1754年，肖尼族在肖尼泉（今日弗吉尼亞州克羅斯章克申）就擁有一個總部。後來的酋長康史達克的父親在那裡舉行了他的議會。其他幾個肖尼族村莊就位於雪倫多亞河谷北部：在西弗吉尼亞州莫雷菲爾德和馬利蘭州坎伯蘭。1753年，在俄亥俄谷地賽歐托河的肖尼族派出使者到仍然在雪倫多亞河谷的族人，呼籲他們離開弗吉尼亞並越過阿利根尼山脈與西面的族人會合，他們在次年就這樣做了。在俄亥俄河的社區Shannoah（下肖尼敦）到了1750年就達到大約1,200人。
從海狸戰爭開始，易洛魁聯盟已經聲稱按照征服權，對俄亥俄谷地擁有主權，作為他們的獵場。而他們則視肖尼族和萊納佩人為附庸部落。有部分獨立的易洛魁人支派亦都西遷，成為明戈人。肖尼族、萊納佩人和明戈人這三個部落變得互相緊密，儘管語言有差異。首兩個是講阿爾岡昆語，第三個是講易洛魁語。
在第一階段英法北美戰爭中參與了法國陣營後，肖尼族在1758年選擇了換邊。他們在《伊斯頓條約》中與英國正式締結和平，該條約確認了雙方以阿利根尼山脈為界。這種和平只持續到1763年龐蒂亞克戰爭的爆發。
那年晚些時候，英國發布了1763年公告，法律上確認1758年定下的邊界作為英國殖民的界限。他們把界外的土地預留給美洲原住民。但是英國官方難以執行此邊界，有大量的英裔白人殖民者依然向西推進。
1768年的《斯坦威克斯堡條約》使邊界向西延伸，給予英國在今日西弗吉尼亞州和肯塔基州的主權。肖尼族並不同意這條條約：它只是英國與主張擁有當地主權的易洛魁聯盟之間的條約，忽略了同樣在當地狩獵的肖尼族和其他美洲原住民部落。
《斯坦威克斯堡條約》簽訂後，英裔美國人開始湧入俄亥俄河谷定居。定居者和印第安人之間的暴力衝突演化成1774年的鄧摩爾戰爭。英國在衝突中成功孤立肖尼族：易洛魁人和萊納佩人保持了中立。肖尼族只有少數明戈人盟友一起面對弗吉尼亞英國殖民地。弗吉尼亞皇家總督鄧摩爾勳爵發起對俄亥俄谷地的雙管齊下入侵。肖尼族酋長康史達克攻擊其中一翼，但只是在唯一的主要戰役波因特普萊森特戰役之中取得平手。
戰爭以《夏洛特營條約》作結（1774年），康史達克和肖尼族被英國人強迫承認與他們的南部邊界相同的俄亥俄河邊界，即依照1768年《斯坦威克斯堡條約》所定的邊界。肖尼族撤銷了對俄亥俄河以南，西弗吉尼亞州和肯塔基州的“狩獵場地”的所有主權聲索。不過，有很多肖尼族酋長拒絕承認這條邊界。有一群肖尼人在1775年襲擊了著名拓荒者與探險家丹尼爾·布恩。

### 美國革命
當美國於1776年宣布從英國獨立時，肖尼族產生了分裂。他們並不支持美國的反叛事業。康史達克帶領了屬少數的中立派。在俄亥俄河以北的肖尼族都不喜歡移入肯塔基州的美國人。有歷史學家記錄稱大多數肖尼族與英國一起對抗美國。
酋長布萊克菲什和布盧·傑基特等戰爭領袖加入了在田納西河下遊和奇卡莫加溪的切羅基人去對抗當地的殖民者。有部分殖民者稱他們為“奇克莫加（Chickamauga）”因為他們在切羅基-美國戰爭期間住在當地。
在美國獨立戰爭後的西北印第安戰爭中，肖尼族和邁阿密族在俄亥俄谷地結合成了一支強大的力量。在1794年福倫廷伯斯戰役中戰敗後，多數肖尼族支派於次年簽署了《格林維爾條約》。他們被迫割讓大部分的家園給新興的美國。其他肖尼族支派拒絕這份條約，獨自遷移到密西西比河以西的密蘇里州，定居在開普吉拉多附近的蘋果溪沿岸。

### 特庫姆塞戰爭和1812年戰爭

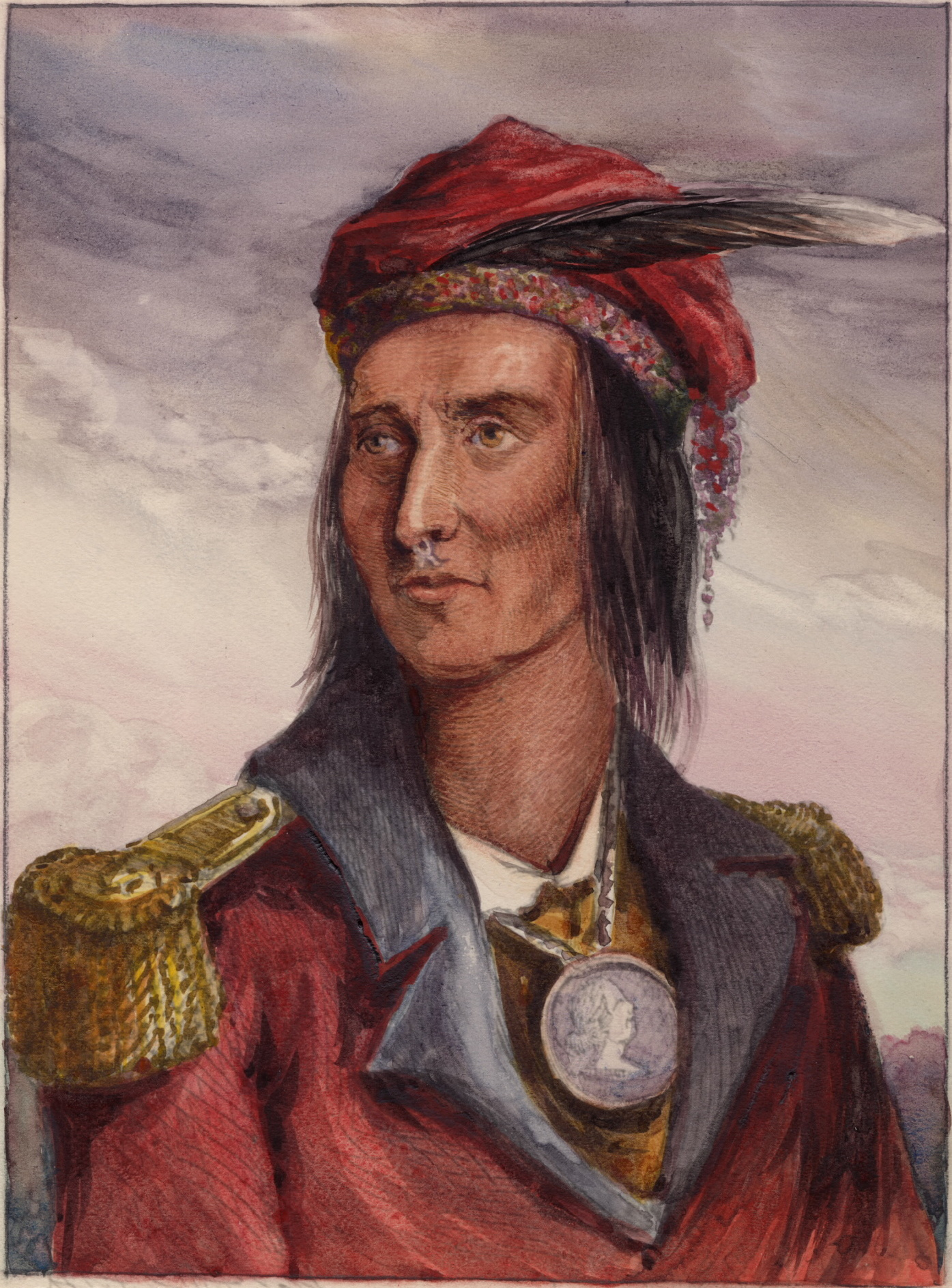
特庫姆塞

在19世紀初，肖尼族領導人特庫姆塞獲得聲望於組織他的同名特库姆塞联盟去抵抗美國向美洲原住民土地的擴張。最終帶來的衝突被稱為“特庫姆塞戰爭”。衝突中的兩個主要對手，特庫姆塞酋長和美國政客威廉·亨利·哈里森，都曾經參與過1794年西北印第安戰爭結束前的福倫廷伯斯戰役。特庫姆塞沒有簽署結束戰爭的《格林維爾條約》，當時肖尼族和其他美洲原住民割讓了多數在今日俄亥俄州的傳統土地給美國。不過，很多當地的印第安領袖都接受了《格林維爾條約》的條款，而之後十年泛印第安人對美國霸權的抵抗日漸消失。
1809年9月，時任印第安納領地總督威廉·亨利·哈里森邀請了波塔瓦托米人、萊納佩人、鰻河人和邁阿密人於印第安納州韋恩堡會面。在談判中，哈里森應承若果他們能割讓他指定的土地就重重有賞。經過兩週的談判，波塔瓦托米族領導人說服邁阿密人接受條約作為互惠，因為波塔瓦托米族早前按邁阿密人的要求接受了對他們不利的條約。最後眾部落於1809年9月30日簽署了《韋恩堡條約》，美國購得了超過3,000,000英畝（約12,000平方公里）的土地，主要位於印第安納州萬塞訥以北的沃巴什河沿岸。
特庫姆塞對《韋恩堡條約》極其憤怒，他相信美洲印第安人的土地都是所有部落共有的，這是前幾年肖尼族酋長布盧·傑基特和莫霍克人酋長約瑟·布蘭特提倡的一個想法。因此，特庫姆塞開始擴展他的弟弟，先知滕斯夸塔瓦的教誨，要求部落回歸先祖的生活方式。他開始以泛印第安人聯盟的想法將這些教誨聯繫。特庫姆塞廣泛地出訪，敦促戰士放棄妥協主義的酋長並加入在先知鎮的抵抗運動。

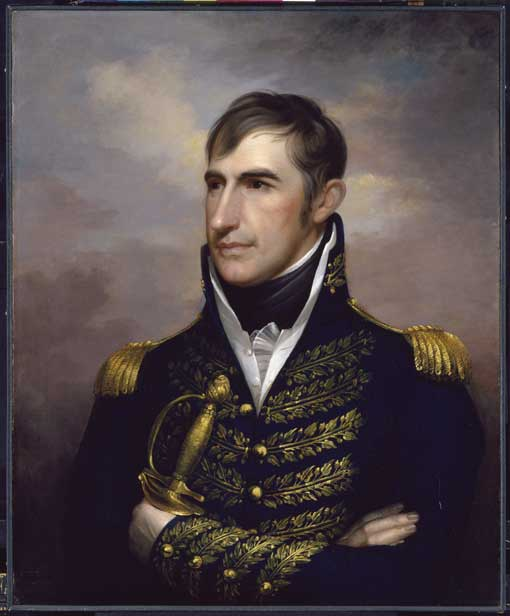
威廉·哈里森

1810年8月，特庫姆塞率領400名武裝戰士在萬塞訥對抗總督哈里森。特庫姆塞要求哈里森廢除《韋恩堡條約》，威脅說會殺死締約的酋長。哈里森拒絕了，說邁阿密人是當地的地主而他們想的話就可以出售。特庫姆塞和平地離開，但警告哈里森他會尋求英國結盟除非條約獲廢除。

#### 1811年大彗星和特庫姆塞

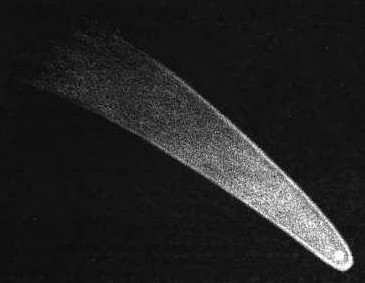
1811年大彗星，由威廉·亨利·史密斯所繪

在三月，1811年大彗星出現了。在之後那年，美國殖民者和美洲原住民之間的緊張關係迅速升溫。有四名定居者在密蘇里河被殺，而在另一場事件中，土著從一群商人中搶走了一船的貨物。哈里森召見特庫姆塞到萬塞訥去解釋他盟友的行為。1811年8月，兩位領導人會面，特庫姆塞向哈里森保證肖尼族想與美國保持和平共處。
之後特庫姆塞去了東南面的文明化五部族裡招攬盟友對抗美國。他的名稱Tekoomsē指“流星”或“飛越天空的豹”。他告訴喬克托族、奇克索人、克里克人和其他人，1811年3月的大彗星預示他的來臨。他亦說他們會見證一個神跡證明是“大靈”派他過來。
當特庫姆塞出訪時，雙方都為蒂珀卡努战役作準備。哈里森組建了一支由常軍和民兵組成的小部隊，準備對付土著部隊。1811年11月6日，哈里森率領大約1000名士兵前往印第安納州先知鎮，希望瓦解特庫姆塞聯盟。第二天一大早，先知的部隊在瓦巴什附近的蒂珀卡努河上貿然地向哈里森的軍隊發動攻勢。哈里森以寡敵眾，迫使土著們撤退和放棄先知鎮。哈里森的人把該條村燒毀並且回家。

#### 新馬德里地震
1811年12月11日，新馬德里地震震動了克里克人的地區和中西部地區。雖然各個部落對它的詮釋有異，他們都相信這場大地震擁有神聖意義。該地震和它的餘震幫助特庫姆塞的抵抗運動，因為克里克人和其他美洲原住民部落相信這就是特庫姆塞所就的神跡，要給予肖尼族協助。
印第安人充滿了恐懼……榭木和棚屋非常地震動；在阿肯色河邊緣的冰都四分五裂；而多數的印第安人都認為“大靈”對人類十分憤怒，將會毀滅世界。——羅傑L.尼科爾斯，The American Indian

#### 1812年戰爭的部落參與

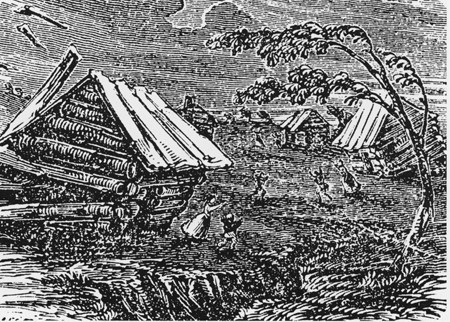
新馬德里地震被克里克人解讀為支持肖尼族反抗的理由

加入了特庫姆塞聯盟的克里克人被稱為“紅棍”（Red Sticks）。他們是克里克人之中比較保守和傳統的一群，因為他們的社區比較孤立於白人的移民。他們不想被外來人同化。紅棍群起對抗下克里克，是為“克里克戰爭”。當紅棍與美軍發生公開衝突，這場戰爭成為1812年戰爭的一部分。
威廉·赫爾在底特律圍城戰投降給英國之後，將軍威廉·亨利·哈里森指揮了西北軍。他獲派去重奪底特律，然後受阻於英軍和特庫姆塞的軍隊。1813年1月22日，哈里森軍隊中的一個分隊在雷森河沿岸的法國鎮被打敗。一些囚犯被帶到底特律，不過英軍把傷得不良於行的人丟低；他們不能阻止他們的原住民盟友襲擊和殺害高達60名負傷的美軍，其中許多人是肯塔基州的民兵。美國人稱之為“雷森河大屠殺”（River Raisin Massacre）。這場大屠殺終結了哈里森的進軍，而“記住雷森河！” 成了美國人的口號。
1813年5月，英軍和特庫姆塞圍攻俄亥俄州北部的梅格斯堡。期間增援的美軍被土著打敗，但是該堡壘守著了。印第安人最終開始分散，迫使英軍和特庫姆塞返回加拿大。7月的第二次攻擊亦失敗收場。為了提高印第安人的士氣，英軍和特庫姆塞嘗試攻入桑達斯基河上的美國小哨站史蒂芬森堡（Fort Stephenson）。他們在嚴重損失下被擊退後，英國人和特庫姆塞結束了他們的俄亥俄戰役。
在1813年9月10日的伊利湖，美軍在奧利弗·哈澤德·佩里的領導下在伊利湖戰役報捷。他的決定性勝利確保了美國對該湖的控制，重振美軍的士氣，並收復了底特律。哈里森將軍向上加拿大發動另一場入侵，最終於1813年10月5日美國在泰晤士河戰役中獲勝。特庫姆塞在這場戰役中陣亡，而他的死亡有效地瓦解底特律地區的北美原住民與英國之間的聯盟。美國對伊利湖的控制代表了英國不可以再向印第安盟友提供重要物資。在衝突的剩餘時間裡，美國人都控制了該地區。

### 後果
密蘇里州的肖尼族從美國遷移到墨西哥，西屬德克薩斯的東部。他們成為了所謂“缺席-肖尼人。”有部分萊納佩人（或特拉華人）亦參與其中。雖然他們與切羅基人是緊密盟友，但他們在1839年的切羅基戰爭中保持中立。
為顯示對其中立的讚同，在19世紀40年代後期德克薩斯從墨西哥獨立之後，德克薩斯總統米拉波·拉馬爾在強迫他們從德克薩斯北部遷往阿肯色領地時，完全輔助和補償了肖尼族的進步和莊稼。肖尼族定居於今日俄克拉何馬州肖尼附近。他們獲得被趕出堪薩斯州的肖尼族的加入（參見下面）。
1817年，俄亥俄肖尼族簽署了《梅格斯堡條約》，割讓了他們剩餘的土地並換得俄亥俄州沃帕科內塔（Wapaughkonetta）、霍德溪（萊馬附近）和劉易斯敦三塊保留地。他們與從紐約州西遷過來的塞內卡人分享這些土地。
在一系列的條約下，包括《劉易斯敦條約》，肖尼族和塞內卡人以俄亥俄州西部的土地與美國換取了密西西比河以西的土地。1831年，塞內卡-肖尼族的劉易斯敦群體前往了印第安領地（現今的俄克拉荷馬州）。
俄亥俄肖尼族的主體跟隨著酋長黑蹄，他竭盡全力迫使肖尼族放棄他們的家園。黑蹄死後，其餘400名在沃帕科內塔和霍德溪的俄亥俄肖尼族放棄他們的土地並搬入堪薩斯州的保留地。這次搬動主要歸功於約瑟夫·帕克斯（Joseph Parks，1793年-1859年），他在劉易斯·卡斯的家庭中成長，是一位領頭的肖尼族翻譯員。
密蘇里州於1821年加入聯邦。1825年《聖路易條約》簽訂後，1,400名肖尼族被迫從密西西比河西岸的開普吉拉多遷移到堪薩斯州東南部，尼歐肖河附近。
在1833年間，只有Black Bob一派的肖尼族堅拒重置。他們定居於堪薩斯州東南部的奧拉西附近以及沿著堪薩斯河的格姆斯普林斯附近地區。肖尼族循道佈道會就在附近建造，為部落服務。大約200名俄亥俄肖尼人跟隨先知滕斯夸塔瓦並於1826年加入他們的堪薩斯族人。
在19世紀30年代中期，兩組肖尼族士兵被招募到美軍，在佛羅里達州的塞米诺尔战争中作戰。其中一組由約瑟夫·帕克斯帶領，他被授予隊長級別。帕克斯是一位在密蘇里州韋斯特波特和堪薩斯州肖尼城很重要的地主。他還是共濟會會員和循道公會教會的成員。在堪薩斯州肖尼城，肖尼族墓地開放於19世紀30年代，運作到19世紀70年代。帕克斯是埋葬在那裡的最傑出人物之一。
在1853年的印第安撥款法案中，美國國會撥出了64,366美元作為對肖尼族的條約義務，例如年金，教育和其他服務。另外又向肖尼族和塞內卡人額外撥出了2,000美元。
南北戰爭時間，為了逃避戰火，Black Bob的派系逃出堪薩斯州並且加入印第安領地的“缺席-肖尼人”。內戰之後，堪薩斯州的肖尼族都被驅逐到俄克拉荷馬州東北部。原先在劉易斯敦的肖尼族成為了所謂“東肖尼人”。
原先的堪薩斯肖尼族成為了所謂“忠誠肖尼人”（有人說這是因為他們在南北戰爭時支持北方軍；亦有人說這是因為他們是最後一群離開他們俄亥俄祖地的）。後者會被美國視為切羅基人的一員，因為他們亦有“切羅基肖尼人”之稱，而且還與切羅基人在印第安領地的土地有重疊。

## 聯邦承認
2000年，“忠誠”或“切羅基”肖尼人終於獲得了獨立於切羅基人的聯邦認可。他們現在被稱為“肖尼部落”。今日，多個在這三個聯邦承認肖尼族部落的成員都住在俄克拉荷馬州。

## 社會和親屬團體
在與歐洲人接觸之前，肖尼部落是一個父系社會，通過這種制度，血統和繼承是沿襲父系。這與許多美洲原住民部落有所不同，他們是母系社會。
根據19世紀中期的歷史學家亨利·哈維（Henry Harvey），他們的政府由國王，稱為sachema或者是sachems，來統治。國王一職共母系繼承。例如，國王的子女不能繼位。他的兄弟的兒子，母親的兒子，或他妹妹的兒子（以及她女兒的兒子）將繼位。女性不會直接繼承這個位置。哈維認為肖尼族依靠這種血統制度，因為女人的兒子總是被認為是合法的。
部落的五個團體或家族是：
- Chillicothe
- Hathawekela
- Kispoko
- Mekoche
- Pekowi

戰爭酋長一職也是世襲的。他們是在Kispoko的母系中產生的。
1935年的一項研究指出，肖尼族有五個團體，他們也可根據血緣關係細分為六個氏族。每個氏族都代表著一些精神價值，並在整個聯盟中發揮了公認的作用。每個氏族都在五個團體中找到，每個肖尼族人都屬於一個氏族。
這六個氏族是：
- Pellewomhsoomi（火雞氏族）
- Kkahkileewomhsoomi（烏龜氏族）
- Petekoθiteewomhsoomi（圓足氏族）
- Mseewiwomhsoomi（馬匹氏族）
- θepatiiwomhsoomi（浣熊氏族）
- Petakineeθiiwomhsoomi（兔子氏族）[48]

每個家族或團體都有一個主村落供該團體的酋長居住。這些村落經常以團體命名。按照傳統，每個肖尼族團體和氏族都代表整個部落擔任某些角色。當白人以書面形式記錄這些親屬關係時，那些強烈的社會傳統正在逐漸消失。他們很難理解。由於肖尼族從17世紀到19世紀的分散，團體的角色發生了變化。
今天，美國政府承認三個肖尼部落，全部都位於俄克拉荷馬州：
- 俄克拉荷馬州印第安人的缺席-肖尼部落，主要由Hathawekela、Kispoko和Pekowi團體組成
- 俄克拉荷馬州東部肖尼部落，主要由Mekoche團體組成
- 肖尼部落，以前被視為切羅基人一部分，主要由Chillicothe和Mekoche團體組成

截至2008年，共有7,584名已註冊的肖尼族人，其中大部分居住在俄克拉荷馬州。

## 聯邦承認部落
皮夸肖尼部落是阿拉巴馬州一個聯邦承認部落，獲阿拉巴馬州印第安事務委員會根據戴維斯強法案承認。1991年2月26日俄亥俄州參議院第188號決議以及1991年4月3日通過的俄亥俄州眾議院第119號大會第83號決議以榮譽方式承認了這一點。1991年8月13日，肯塔基州州長亦宣布承認。皮夸肖尼部落於2011年在坎伯蘭峽國家歷史公園舉行了綠玉米儀式。
皮夸肖尼人是宣稱是肖尼族後裔的部落之中唯一獲聯邦承認的。

## 宣稱是肖尼族後裔而不獲承認的部落
自我認同為肖尼族的群體主要位於俄亥俄州和其他州份。
- Chickamauga Keetoowah Unami Wolf Band of Cherokee Delaware Shawnee of Ohio, West Virginia, and Virginia
- East of the River Shawnee，俄亥俄州[57][58]
- Kispoko Sept of Ohio Shawnee，路易斯安那州
- Kispoko Sept of Ohio Shawnee (Hog Creek Reservation)，俄亥俄州
- Lower Eastern Ohio Mekoce Shawnee，俄亥俄州，2012年3月5日呈交了意向書。[59][60][61][62]
- Lower Eastern Ohio Mekojay Shawnee，俄亥俄州
- Morning Star Shawnee Nation，俄亥俄州
- Piqua Sept of Ohio Shawnee Indians，俄亥俄州
- Platform Reservation Remnant Band of the Shawnee Nation [63][64][65][66]
- Shawnee Nation Blue Creek Band, of Adams County，俄亥俄州。1998年8月5日呈交了意向書。[59][67][68]
- Piqua Shawnee Tribe / Piqua Sept of Ohio Shawnee Tribe—1991年4月16日呈交了意向書。[59]
- Ridgetop Shawnee，肯塔基州。在2009年和2010年，肯塔基州議會通過眾議院聯合決議15或HJR-15和HJR-16承認了Ridgetop Shawnee印第安部落。[69][70]
- Southeastern Kentucky Shawnee，肯塔基州
- United Remnant Band of the Shawnee Nation，俄亥俄州[71][72]
- United Tribe of Shawnee Indians，堪薩斯州
- Upper Kispoko Band of the Shawnee Nation，印第安納州，20世紀80年代後期獲印第安納州承認。
- Vinyard Indian Settlement of Shawnee Indians，伊利諾伊州
- Youghiogaheny River Band Of Shawnee Indians，馬里蘭州

這些支派不獲聯邦承認。俄亥俄州和肯塔基州都沒有正式程序去承認部落，不過它的立法機關通過決議以榮譽的方式承認了一些團體。

## 著名肖尼族
- 布萊克菲什（英语：Chief Blackfish）（1729年–1779年），肖尼族Chillicothe團體的酋長。
- 布盧·傑基特（英语：Blue Jacket）（1743年–1810年），西北印第安戰爭的其中一位領導人以及特庫姆塞的重要前任人。
- 特庫姆塞（1768年–1813年），肖尼族酋長；與他的弟弟滕斯夸塔瓦嘗試號召印第安人聯合起來對付白人入侵者。
- 滕斯夸塔瓦（英语：Tenskwatawa）（1775年–1836年），肖尼族先知，特庫姆塞的弟弟。
- 林克·雷（英语：Link Wray）（1929年–2005年），搖滾吉他手，作曲人和歌手。[73]

## 註解
1. 1 2  Oklahoma Indian Affairs Commission. Oklahoma Indian Nations Pocket Pictorial. 的存檔，存档日期February 11, 2009，. 2008.
2. ↑  . Ethnologue.   [2016-04-28]. （原始内容存档于2016-08-20）.
3. ↑  Shawano was an archaic name for the tribes bearing these generic namesShaawanwa lenaki. Reference: Shawnee Traditions （页面存档备份，存于）
4. ↑  . Ethnologue.   [2016-04-28]. （原始内容存档于2021-04-18）.
5. ↑  O'Donnell, James H. Ohio's First Peoples, p. 31. Athens, Ohio: Ohio University Press, 2004. ISBN 0-8214-1525-5 (paperback), ISBN 0-8214-1524-7 (hardcover)
6. ↑  Howard, James H. Shawnee!: The Ceremonialism of a Native Indian Tribe and its Cultural Background, p. 1. Athens, Ohio: Ohio University Press, 1981. ISBN 0-8214-0417-2; ISBN 0-8214-0614-0 (pbk.)
7. ↑  Schutz, Noel W., Jr.: The Study of Shawnee Myth in an Ethnographic and Ethnohistorical Perspective, Ph.D. dissertation, Department of Anthropology, Indiana University, 1975.
8. 1 2  Peregrine, Peter Neal; Ember, Melvin (编). . 6 : North America 1. Springer Publishing: 175–184. 2003. ISBN 0-306-46260-5.
9. ↑  Drooker 1997a:203
10. ↑  Clark, Jerry. . .   [2008-09-11]. （原始内容存档于2018-02-03）. |article=和|title=只需其一 (帮助)
11. ↑  Voegelin, Carl F. 1938–40. "Shawnee Stems and the Jacob P. Dunn Miami Dictionary." Indiana Historical Society Prehistory Research Series Volume 1, No. 8, Part III, p. 318 (October, 1939). Indianapolis.
12. ↑  "Shawnee Myth. Story of a Year. Old Sawage and her Grandson." MS 3906, Smithsonian Institution National Anthropological Archives. Myth collected by Jeremiah Curtin. 1850s-1880s.
13. ↑  C. F. Voeglin, fieldwork notebook XII, "Big Sacred Lizard"; fieldwork 1933–34.
14. ↑  Transcribed by Bruno Neti about 1951 from Shawnee Song cylinders collected by C. F. Voegelin and now in the Archives of Traditional Music at Indiana University. Sheet 8, Song 38.
15. ↑  Charles Augustus Hanna, The Wilderness Trail: Or, The Ventures and Adventures of the Pennsylvania Traders on the Allegheny Path, Volume 1 （页面存档备份，存于）, New York: Putnam's sons, 1911, esp. chap. IV, "The Shawnees", pp. 119–160.
16. 1 2 3  Kleber, John E. . University Press of Kentucky. 1992-05-18: 815  [2013-02-17]. ISBN 978-0-8131-2883-2. （原始内容存档于2021-04-18）.
17. ↑  Carrie Hunter Willis and Etta Belle Walker, Legends of the Skyline Drive and the Great Valley of Virginia, 1937, pp. 15–16; this account also appears in T.K. Cartmell's 1909 Shenandoah Valley Pioneers and Their Descendants p. 41.
18. ↑  Edward Bland, The Discoverie of New Brittaine
19. ↑  McWilliams, Richebourg; Iberville, Pierre. . University of Alabama Press. 1991-02-28: 175. ISBN 9780817305390.
20. ↑  Jerry E. Clark, The Shawnee, University Press of Kentucky, 1977. （页面存档备份，存于） ISBN 0813128188
21. ↑  Gallay, Alan. The Indian Slave Trade: The Rise of the English Empire in the American South, 1670–1717, p. 55. New Haven: Yale University Press, 2002. ISBN 0-300-10193-7
22. ↑  Not to be confused with the nearby French Margaret's Town; see John Franklin Meginness, Otzinachson: A History of the West Branch Valley of the Susquehanna (rev. ed., Williamsport, PA, 1889), 1:94. Ostonwakin is also spelled Otstonwakin.
23. ↑  Stephen Warren, Worlds the Shawnees Made: Migration and Violence in Early America, UNC Press Books, 2014 （页面存档备份，存于） ISBN 1469611732
24. ↑  Legends of the Skyline Drive and the Great Valley of Virginia, pp. 16–17.
25. ↑  Joseph Doddridge, 1850, A History of the Valley of Virginia, p. 44
26. ↑  Calloway, Colin. . New York: Viking. 2007: 13. ISBN 978-0-670-03862-6.
27. ↑  Gevinson, Alan. "Which Native American Tribes Allied Themselves with the French? （页面存档备份，存于）" Teachinghistory.org （页面存档备份，存于）, accessed September 23, 2011.
28. 1 2  Colin G. Calloway, "'We Have Always Been the Frontier': The American Revolution in Shawnee Country," American Indian Quarterly (1992) 16#1 pp 39-52. in JSTOR （页面存档备份，存于）
29. 1 2  Owens, p. 201–203
30. 1 2  Owens, p. 212
31. ↑  Langguth, p. 164
32. ↑  Langguth, p. 165
33. 1 2  Langguth, p. 166
34. ↑  George Blanchard, the Governor of the Absentee Shawnee Tribe of Oklahoma, so describes the meaning of the name in the PBS documentary We Shall Remain: Tecumseh's Vision 的存檔，存档日期May 4, 2012，.:
"Well, I've always heard 'Teh-cum-theh'—'Teh-cum-theh'—means, in our culture and our belief, at nights when we see a falling star, it means that this panther is jumping from one mountain to another. And as kids, we saw these falling stars, we'd kind of hesitate about being out in the dark, because we thought there were actually panthers out there walking around. So that's what his name meant: Teh-cum-theh."
35. ↑  Langguth, p. 168
36. ↑  Funk, Arville. . Rochester, Indiana: Christian Book Press. 1983 [1969].
37. ↑  Langguth, p. 169
38. ↑  Langguth, p. 167
39. ↑  Jones, Charile. . Bishinik. November 1987  [2013-10-01]. （原始内容存档于2018-03-17）.
40. ↑  Sherman, William Tecumseh. . Digital History. University of Houston.   [2016-04-28]. （原始内容存档于2021-04-18）.
41. ↑  
Turner III, Frederick. . . Penguin Book. 1978: 246–247 [1973]. ISBN 0-14-015077-3.
42. ↑  . Kynghistory.ky.gov.   [2008-10-22]. （原始内容存档于2009-03-02）.
43. 1 2  線上版《Handbook of Texas》中的 Lipscomb, Carol A.: "Shawnee Indians".  Retrieved February 21, 2010.
44. 1 2  Society, Kansas State Historical. . The Kansas State Historical Society. 2019-03-27  [2019-08-23]. （原始内容存档于2020-11-05） –Google Books.
45. ↑   (PDF). The New York Times. 1853-03-15: 3  [2019-08-23]. （原始内容 (PDF)存档于2021-04-18）.
46. ↑  Harvey, Henry. . Cincinnati: Ephraim Morgan & Sons. 1855: 18.
47. ↑  
Harvey, Henry. . . Cincinnati: Ephraim Morgan & Sons. 1855: 18.
48. 1 2 3  
Voegellin, C.F. and Voegelin, E. W. . American Anthropologist. 1935, 37 (4): 617–635. doi:10.1525/aa.1935.37.4.02a00070.
49. ↑  Oklahoma Indian Commission. Oklahoma Indian Nations Pocket Pictorial. 的存檔，存档日期February 11, 2009，. 2008
50. ↑  . aiac.state.al.us.   [2019-08-24]. （原始内容存档于2014-12-29）.
51. 1 2  Watson, Blake A.  (PDF). Capital University Law Review 237 (2003) (excerpts).   [2007-09-30]. （原始内容 (PDF)存档于2007-09-27）. Ohio in any event does not officially recognize Indian tribes. Watson cites legal opinions that the resolution by the Ohio Legislature recognizing the United Remnant Band of the Shawnee Nation was ceremonial and did not grant legal status as a tribe. But, the tribe noted that confirmation of the Remnant Band's recognition was referred to in official letters and they presented it in 1981 to the Bureau of Indian Affairs and The President of the United States.
52. ↑  Koenig, Alexa; Stein, Jonathan. . Santa Clara Law Review Volume 48 (forthcoming): Section 12. Ohio.   [2007-09-30]. Ohio recognizes one state tribe, the United Remnant Band. . . . Ohio does not have a detailed scheme for regulating tribal-state relations.[]
53. ↑  . The Piqua Shawnee Tribe of Alabama.   [2013-02-17]. （原始内容存档于2021-04-18）.
54. ↑  
. The Middlesboro Daily News. 2011  [2013-02-17].[永久]
55. ↑  . National Conference of State Legislatures.   [2018-07-14]. （原始内容存档于2021-05-05）.
56. ↑  . Big Bear's Den. 2012  [2013-02-17].[永久]
57. ↑  Catherine Morris. . Cincinnati.com (Cincinnati). 2007-10-09  [2013-02-17]. （原始内容存档于2016-03-04）.
58. ↑  .   [2013-02-17]. （原始内容存档于2021-04-18）.
59. 1 2 3  . AAANativeArts.com.   [2013-02-17]. （原始内容存档于2013-01-14）.
60. ↑  . Eberly College of Arts and Sciences. West Virginia University. 2009-10-07  [2013-02-17]. （原始内容存档于2010-06-12）.
61. ↑  . faqs.org, Tax-Exempt Organizations. 2013  [2013-02-17]. （原始内容存档于2016-03-04）.
62. ↑  . Fort Ancient.   [2013-02-17]. （原始内容存档于2013-08-01）.
63. ↑  .   [2013-02-17]. （原始内容存档于2012-04-23）.
64. ↑  . Bizapedia. 2012-04-26  [2013-02-17].
65. ↑  Patricia Lowry. . Pittsburgh Post-Gazette. 2006-06-26  [2013-02-17]. （原始内容存档于2013-08-01）.
66. ↑  Paul Johnson. . TheLedger.com. 2008-01-22  [2013-02-17]. （原始内容存档于2016-09-08）.
67. ↑  . Bizapedia. 2011-11-28  [2013-02-17].
68. ↑  . RootsWeb: NA-SHAWNEE-L.   [2013-02-17]. （原始内容存档于2016-03-05）. There was no Blue Creek Band in Indiana...that's our Band here indigenous to Ohio...documented as late as 1870. You are looking for the Blue River Band.
69. ↑  . kentucky.gov, updated 9-2-2010.   [2019-08-24]. （原始内容存档于2016-03-04）.
70. ↑  . kentucky.gov, updated 5-2-2009.   [2019-08-24]. （原始内容存档于2016-03-04）.
71. ↑  "American Indians in Ohio" 的存檔，存档日期August 13, 2007，., Ohio Memory: An Online Scrapbook of Ohio History, The Shawnee Nation United Remnant Band, The Ohio Historical Society, retrieved September 30, 2007
72. ↑  "Joint Resolution to recognize the Shawnee Nation United Remnant Band" as adopted by the [Ohio] Senate, 113th General Assembly, Regular Session, Am. Sub. H.J.R. No. 8, 1979–1980
73. ↑  .   [2019-08-22]. （原始内容存档于2021-01-27）.

## 外部連結
- .  24 (第11版). London. 1911.

### 聯邦承認的肖尼部落
- 俄克拉荷馬州缺席-肖尼部落（Absentee Shawnee Tribe of Oklahoma） （页面存档备份，存于），官方網站
- 俄克拉荷馬州東部肖尼部落（Eastern Shawnee Tribe of Oklahoma） （页面存档备份，存于），官方網站
- 肖尼部落（Shawnee Tribe of Oklahoma） （页面存档备份，存于），官方網站

### 肖尼族歷史
- Shawnee History （页面存档备份，存于）
- Shawnee Indian Mission （页面存档备份，存于）
- "Shawnee Indian Tribe" （页面存档备份，存于）, Access Genealogy
- Treaty of Fort Meigs, 1817 （页面存档备份，存于）, Central Michigan State University
- BlueJacket （页面存档备份，存于）